# Berglen
Berglen ist eine Gemeinde im Rems-Murr-Kreis in Baden-Württemberg. Der Sitz der Gemeindeverwaltung befindet sich in Oppelsbohm.

## Geographie

### Geographische Lage
Die Großgemeinde Berglen liegt etwa 25 Kilometer östlich von Stuttgart in 300 bis 450 Meter Höhe in der Keuperhügellandschaft Berglen, einem westlichen Ausläufer des Welzheimer Waldes zwischen Schorndorf, Winnenden und Backnang. Die meisten Ortsteile liegen im Tal des Buchenbachs oder auf den Talhängen.

### Gemeindegliederung

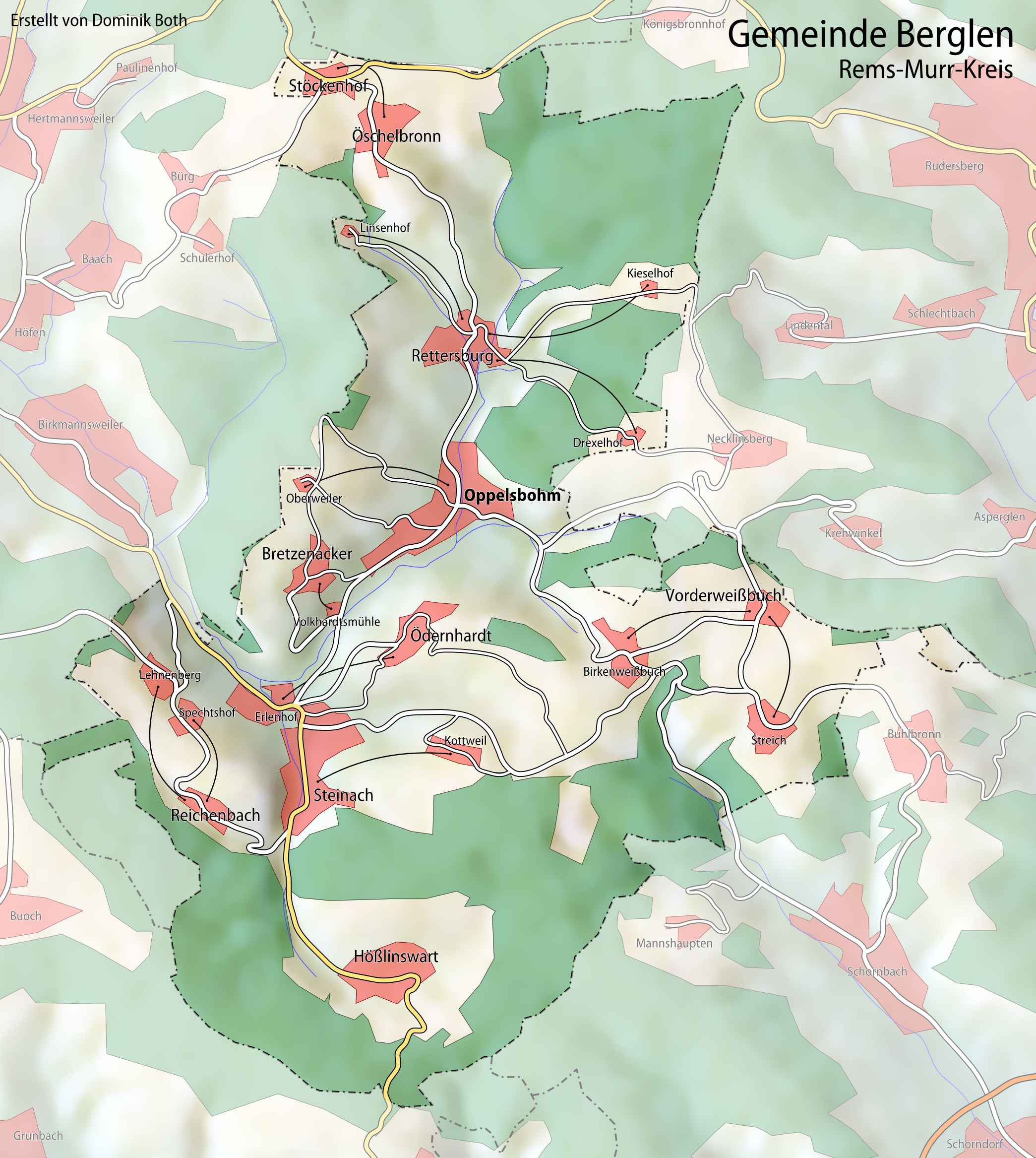
Karte der Gemeinde Berglen

Die Gemeinde Berglen mit den Ortsteilen Bretzenacker, Hößlinswart, Ödernhardt, Öschelbronn, Oppelsbohm, Reichenbach bei Winnenden, Rettersburg, Steinach und Vorderweißbuch besteht aus folgenden Dörfern, Weilern und Wohnplätzen: Zu Bretzenacker gehören das Dorf Bretzenacker und der Wohnplatz Volkhardsmühle. Zu Hößlinswart gehört das Dorf Hößlinswart. Zu Ödernhardt gehören das Dorf Ödernhardt und der Weiler Erlenhof. Zu Öschelbronn gehören das Dorf Öschelbronn und der Weiler Stöckenhof. Zu Oppelsbohm gehören das Dorf Oppelsbohm (Sitz der Gemeindeverwaltung) und der Weiler Oberweiler. Zu Reichenbach bei Winnenden gehören das Dorf Reichenbach und die Weiler Lehnenberg und Spechtshof. Zu Rettersburg gehören das Dorf Rettersburg und die Weiler Drexelhof, Kieselhof und Linsenhof. Zu Steinach gehören das Dorf Steinach und der Weiler Kottweil. Zu Vorderweißbuch gehören das Dorf Vorderweißbuch und die Weiler Birkenweißbuch und Streich.

### Flächenaufteilung
Nach Daten des Statistischen Landesamtes, Stand 2014.

## Geschichte

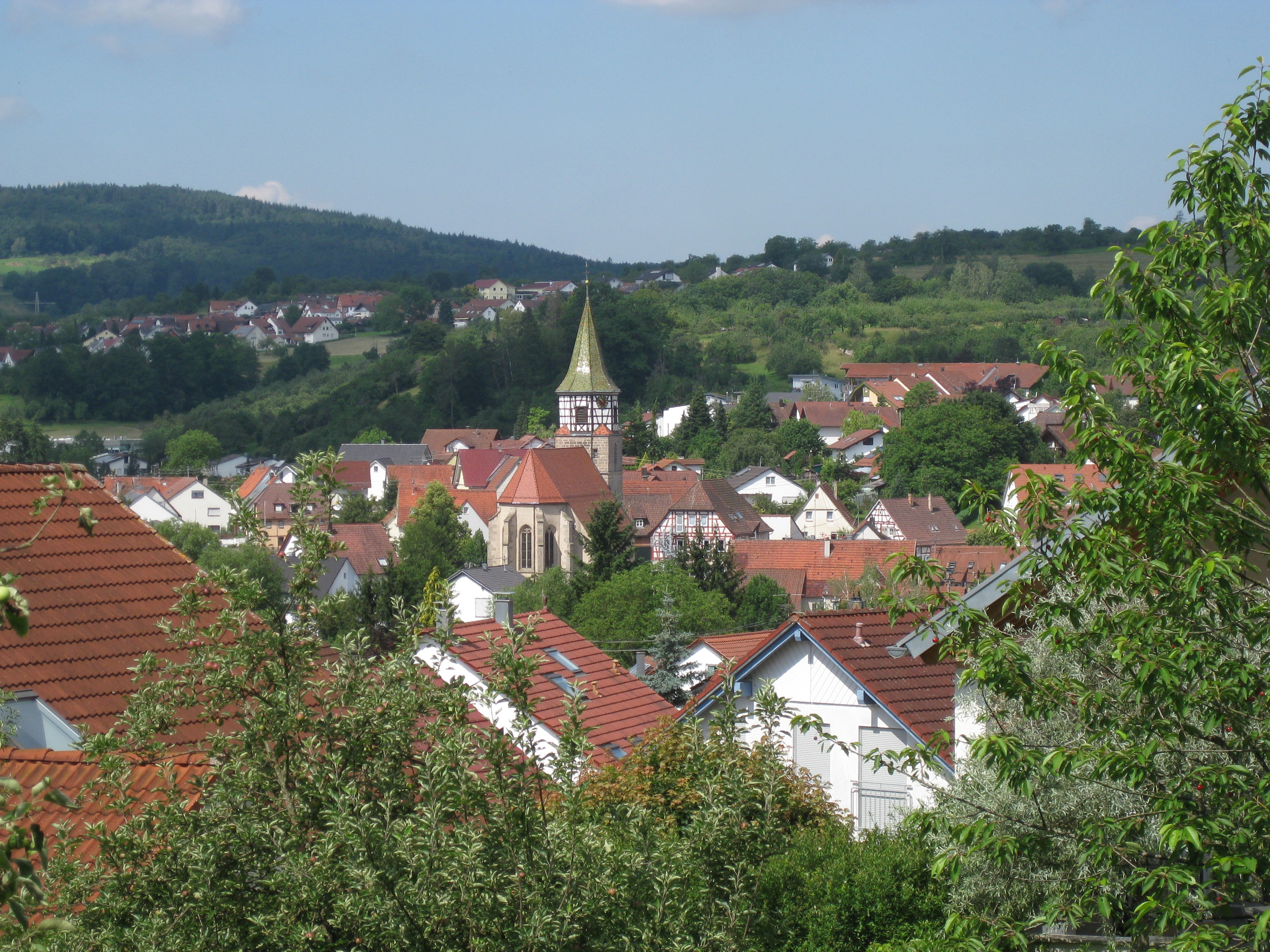
Berglen-Oppelsbohm

Die Gemeinde Berglen wurde am 1. April 1972 durch den Zusammenschluss der zuvor politisch selbständigen Gemeinden Bretzenacker, Ödernhardt, Öschelbronn (mit Stöckenhof, das bis zum 31. Dezember 1971 größtenteils zur Nachbargemeinde Bürg gehörte, die ihrerseits seit dem 1. Dezember 1971 ein Teil der Stadt Winnenden ist), Oppelsbohm, Reichenbach bei Winnenden, Rettersburg, Steinach und Vorderweißbuch unter dem Namen Buchenberg gegründet. Bereits am 27. Dezember 1972 wurde der Name in Berglen geändert. Hößlinswart wurde am 1. Januar 1975 nach Berglen eingemeindet.
| Bretzenacker | Ödernhardt | Öschelbronn | Oppelsbohm | Reichenbach | Rettersburg | Steinach | Vorderweißbuch | Hößlinswart |

Öschelbronn, Rettersburg, Oppelsbohm, Bretzenacker und Steinach wurden erstmals 1293 in einer Urkunde des Klosters Lorch erwähnt. Diese Orte kamen 1325 mit der Herrschaft Winnenden an Württemberg. Die übrigen Ortschaften, zum Klosteramt Adelberg gehörend, fielen während der Reformation um 1534 ebenfalls an Württemberg.
Mit der neuen Verwaltungsgliederung im 1806 gegründeten Königreich Württemberg wurden Bretzenacker, Ödernhardt, Öschelbronn, Oppelsbohm, Rettersburg und Steinach (mit Reichenbach) dem Oberamt Waiblingen zugeordnet. Die Orte Hößlinswart und Vorderweißbuch waren dem Oberamt Schorndorf unterstellt.
Bei der Kreisreform während der NS-Zeit in Württemberg gelangten alle neun Gemeinden 1938 zum Landkreis Waiblingen.
1945 wurden die Gemeinden Teil der Amerikanischen Besatzungszone und gehörten somit zum neu gegründeten Land Württemberg-Baden, das 1952 im jetzigen Bundesland Baden-Württemberg aufging.
Oppelsbohm, der jetzige Verwaltungssitz der Gemeinde Berglen, ist in den Nachkriegsjahren durch Neubaugebiete gewachsen, die am nördlichen und östlichen Ortsausgang entstanden sind. Auch in den 1970er und 1980er Jahren ist im Südwesten von Oppelsbohm ein neues Wohngebiet dazugekommen. Auch in anderen Ortsteilen entstanden kleinere Neubaugebiete.
Durch die Kreisreform in Baden-Württemberg kam das Gebiet der neuen Gemeinde Berglen am 1. Januar 1973 zum Rems-Murr-Kreis.

## Religion

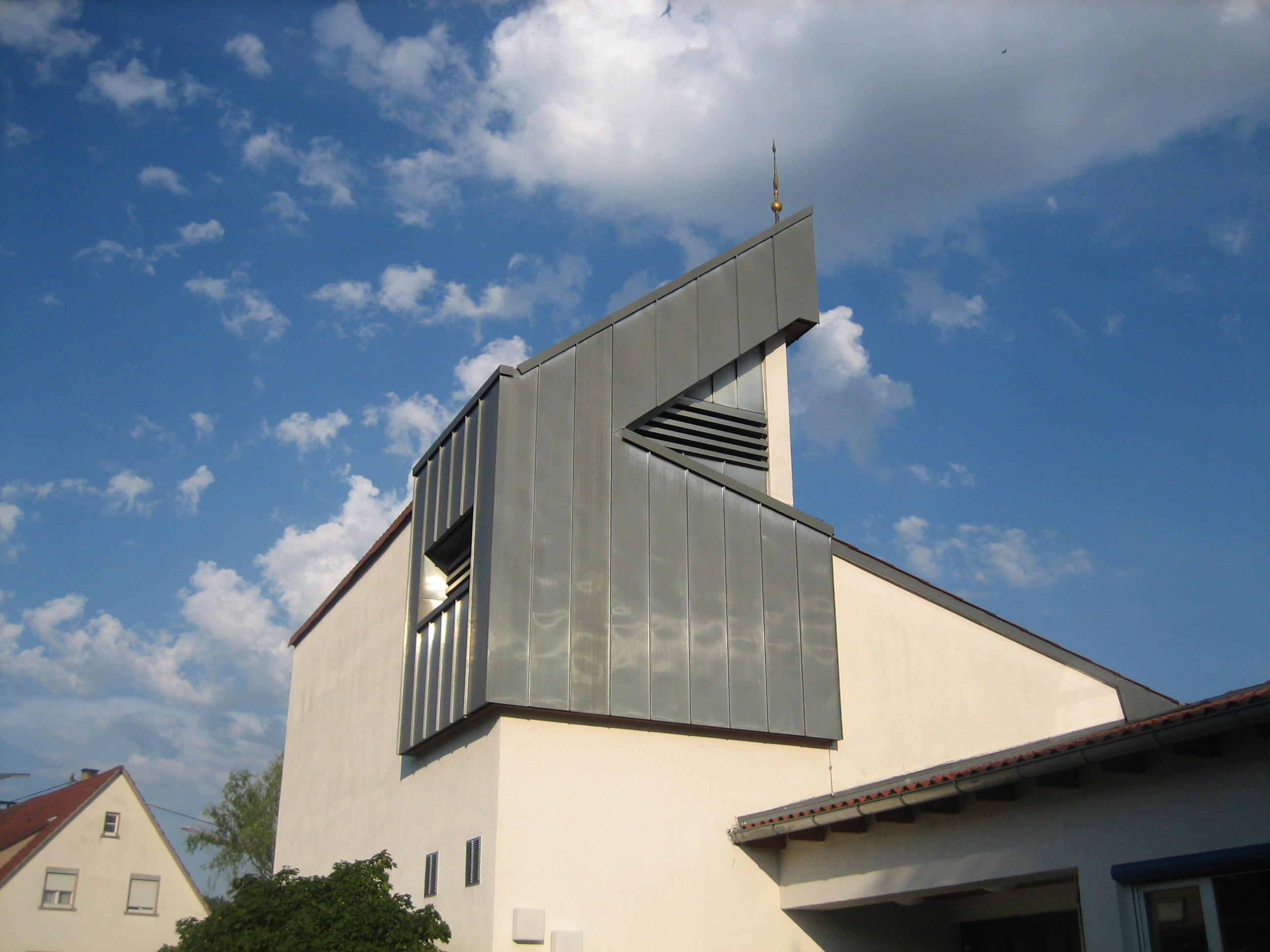
Hößlinswart Gemeinde Berglen Rems-Murr-Kreis Evangelische Kirche

### Christentum
Seit der Reformation ist das Gebiet des heutigen Berglen evangelisch-lutherisch geprägt. In Oppelsbohm befindet sich die Mauritius-Kirche, in Steinach die Kirche St. Bernhard (Steinach)|. In Hößlinswart gibt es ebenfalls eine evangelische Kirche, für einige Teilorte ist die Gemeinde in Buoch zuständig. Die Katholiken werden von Winnenden aus geistlich betreut. 
Neben den beiden großen Amtskirchen gibt es eine Evangelische Freikirche im Bund Evangelischer Täufergemeinden und in Steinach eine neuapostolische Kirche.

### Konfessionsstatistik
Laut dem Zensus 2011 waren  54,7 % der Einwohner evangelisch, 16,5 % römisch-katholisch und 28,8 % waren konfessionslos, gehörten einer anderen Religionsgemeinschaft an oder machten keine Angabe. Laut einen Auszug aus der statistischen Auswertung des Zweckverbands „Komm.One“ waren Ende 2020 von den 6.511 Einwohnern 46,2 % evangelisch, 14,4 % römisch-katholisch und 39,6 % konfessionslos oder gehörten einer anderen Religionsgemeinschaft an. Die Zahl der Protestanten und Katholiken ist demnach im beobachteten Zeitraum gesunken, während der Anteil der Konfessionslosen zunahm.

## Politik

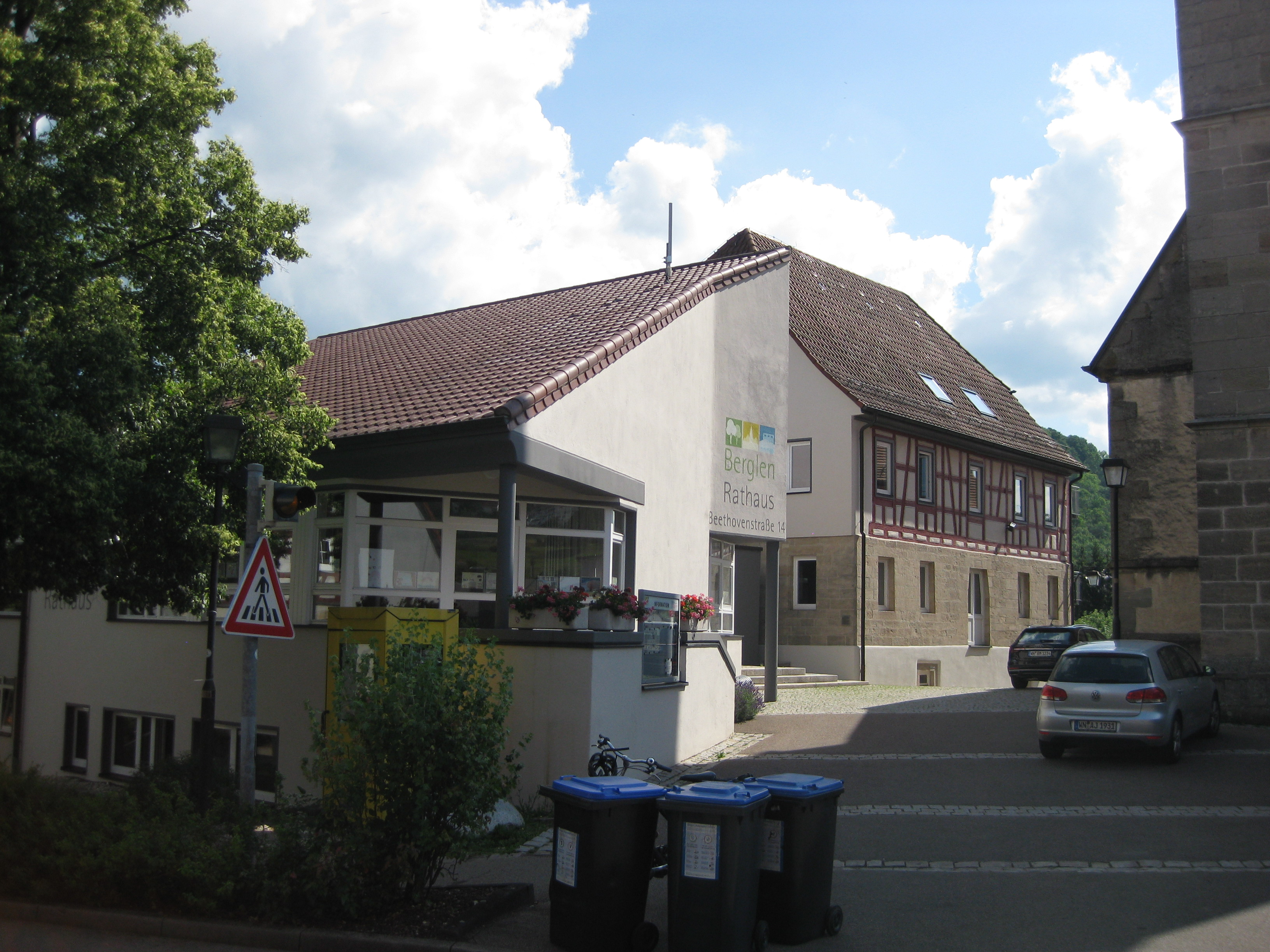
Rathaus

### Bürgermeister
- 1972–1996: Gerhard Schnabel (von 1964 bis 1972 Bürgermeister der früheren Gemeinden Vorderweißbuch und Oppelsbohm).
- 1996–2012: Wolfgang Schille
- 2012–2021: Maximilian Friedrich
- seit 2021: Holger Niederberger

### Gemeinderat
Der Gemeinderat besteht aus den gewählten ehrenamtlichen Gemeinderäten und dem Bürgermeister als Vorsitzendem. Der Bürgermeister ist im Gemeinderat stimmberechtigt. Die Kommunalwahl am 9. Juni 2024 führte zu folgendem Endergebnis:
| Parteien und Wählergemeinschaften | Parteien und Wählergemeinschaften                            | % 2024 | Sitze 2024 | % 2019 | Sitze 2019 | Kommunalwahl 2024 %80706050403020100 79,2 %n. k. %20,8 % BWVFBBSPD-oLBGewinne und Verlusteim Vergleich zu 2019 %p 20 15 10 5 0 −5−10−15−20−25+18,2 %p−24,7 %p+3,8 %pBWVFBBSPD-oLB |
| BWV                               | Bürgerliche Wählervereinigung Berglen                        | 79,2   | 14         | 61,0   | 11         | Kommunalwahl 2024 %80706050403020100 79,2 %n. k. %20,8 % BWVFBBSPD-oLBGewinne und Verlusteim Vergleich zu 2019 %p 20 15 10 5 0 −5−10−15−20−25+18,2 %p−24,7 %p+3,8 %pBWVFBBSPD-oLB |
| FBB                               | Freie Bürger Berglen                                         | --     | --         | 24,7   | 4          | Kommunalwahl 2024 %80706050403020100 79,2 %n. k. %20,8 % BWVFBBSPD-oLBGewinne und Verlusteim Vergleich zu 2019 %p 20 15 10 5 0 −5−10−15−20−25+18,2 %p−24,7 %p+3,8 %pBWVFBBSPD-oLB |
| SPD-oLB                           | Sozialdemokratische Partei Deutschlands-offene Liste Berglen | 20,8   | 4          | 14,3   | 3          | Kommunalwahl 2024 %80706050403020100 79,2 %n. k. %20,8 % BWVFBBSPD-oLBGewinne und Verlusteim Vergleich zu 2019 %p 20 15 10 5 0 −5−10−15−20−25+18,2 %p−24,7 %p+3,8 %pBWVFBBSPD-oLB |
| gesamt                            | gesamt                                                       | 100,0  | 18         | 100,0  | 18         | Kommunalwahl 2024 %80706050403020100 79,2 %n. k. %20,8 % BWVFBBSPD-oLBGewinne und Verlusteim Vergleich zu 2019 %p 20 15 10 5 0 −5−10−15−20−25+18,2 %p−24,7 %p+3,8 %pBWVFBBSPD-oLB |
| Wahlbeteiligung                   | Wahlbeteiligung                                              | 71,4 % | 71,4 %     | 67,6 % | 67,6 %     | Kommunalwahl 2024 %80706050403020100 79,2 %n. k. %20,8 % BWVFBBSPD-oLBGewinne und Verlusteim Vergleich zu 2019 %p 20 15 10 5 0 −5−10−15−20−25+18,2 %p−24,7 %p+3,8 %pBWVFBBSPD-oLB |

### Wappen
Blasonierung: In Gold auf grünem Dreiberg ein grüner Kirschbaum mit neun Blättern.
Dabei steht symbolisch jeweils ein Blatt für eine Teilgemeinde der Gesamtgemeinde Berglen.

### Partnerschaften
Berglen unterhält seit dem 3. Oktober 1993 partnerschaftliche Beziehungen zu Krögis, heute Ortsteil von Käbschütztal in Sachsen.
Seit August 2016 besteht außerdem eine Gemeindepartnerschaft mit Gaschurn in Österreich.

## Bildung
Berglen besitzt mit der Nachbarschaftsschule In den Berglen eine Grundschule mit zwei Außenklassen in Steinach. Weiterführende Schulen können in den Nachbarstädten besucht werden. Für die jüngsten Bewohner der Gemeinde gibt es neben acht gemeindlichen Kindergärten auch einen privat betriebenen Waldkindergarten.

## Kultur und Sehenswürdigkeiten

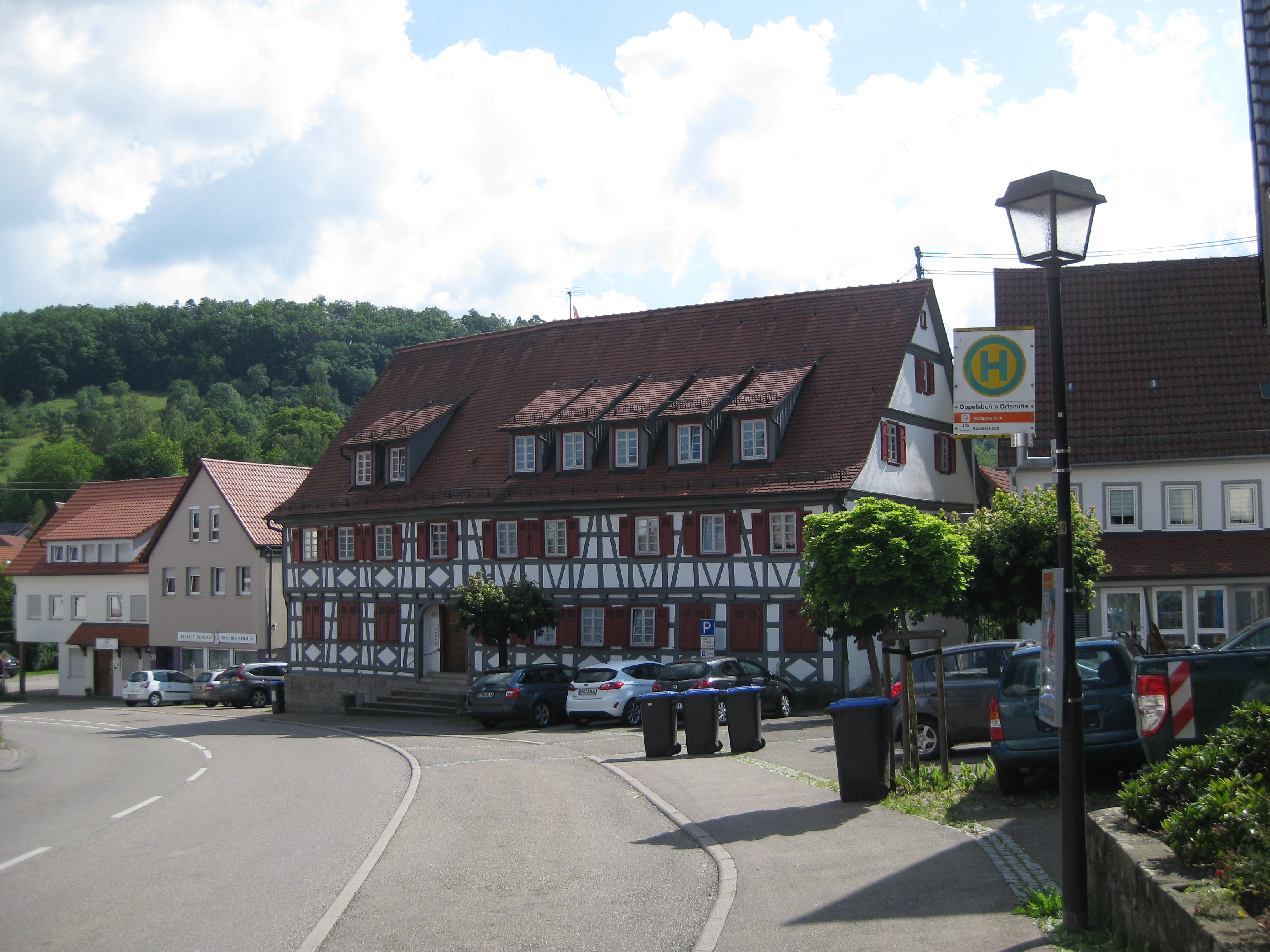
Haus in Berglen-Oppelsbohm

### Museen
Im Ortsteil Oppelsbohm gibt es ein Heimatmuseum.

### Regelmäßige Veranstaltungen
- Im Ortsteil Erlenhof findet jährlich das Richtfest statt, veranstaltet vom 1992 gegründeten Heimatverein Berglesbond.
- Straßenfest durch örtliche Vereine im Ortsteil Hößlinswart
- Weihnachtsmarkt am Samstag vor dem 3. Advent im Ortsteil Birkenweißbuch
- Das Lindenfest findet jährlich meist im ersten Ferienwochenende im Ortsteil Birkenweißbuch statt, veranstaltet durch den Musikverein Weißbuch.
- Das Eselrennen auf dem Hößlinswarter Sportplatz wird jährlich am Pfingstsonntag vom KTSV Hößlinswart ausgerichtet.
- Der Bergles-Hock in Oppelsbohm ist ein gemeinsames Dorffest der Vereine, Organisationen und Firmen, das alle zwei Jahre stattfindet.

## Ortsnecknamen
In den Berglen gibt es viele Ortsnecknamen, die früher scherzhaft verwendet wurden.
- Bretzenacker: Die Einwohner wurden Wasserüble (Wasser-Rüben) genannt. Damit wurden die Dorfbewohner wegen ihrer einfachen Kost verspottet.
- Hößlinswart: Wegen der dort hergestellten Töpferwaren wurden die Einwohner Häfner genannt.
- Ödernhardt: Die Einwohner wurden wegen der steilen Lage die Bergmäuse genannt, der Ort Zuckerhut.
- Öschelbronn: Die Zwiebelomtreter (Zwiebelumtreter) wohl wegen des intensiven Anbaus von Zwiebeln.
- Oppelsbohm: Wegen des vielen Mostobsts wurde Oppelsbohm Saufbiegel genannt.
- Rettersburg: Die Schulmoischtermetzger (Schulmeister-Metzger). Der Grund dafür konnte nicht ermittelt werden. Ein weiterer Neckname lautet Kloi Ägypte (Klein Ägypten).
- Steinach: Wegen den steilen Weiden nannte man die Einwohner Berglesgraser.
- Vorderweißbuch: Wegen ihrer angeblichen Spießbürgerlichkeit wurden die Einwohner früher Philister genannt.[7]

## Persönlichkeiten

### Ehrenbürger
- Werner Hofmann (1920–2014), der frühere Rektor der Nachbarschaftsschule In den Berglen ist der Autor der Ortschronik sowie mehrerer heimatgeschichtlicher Bücher.
- Gerhard Schnabel (* 1936) war Bürgermeister der damals selbständigen Gemeinden Vorderweißbuch und Oppelsbohm, Amtsverweser der neu gegründeten Gemeinde Buchenberg und Bürgermeister der Gemeinde Buchenberg bzw. Berglen.
- Klara Hofmann (1930–2021) war Gemeinderätin, Grundschullehrerin, gründete 1970 den Ortsverein der Landfrauen in Oppelsbohm und hat sich in vorbildlicher Weise für die Berglener Bevölkerung uneigennützig eingesetzt und durch ihr soziales, kulturelles und wirtschaftliches Engagement große Verdienste für die Gemeinde Berglen geleistet.[8]

### Söhne und Töchter der Gemeinde
- Friedrich von Klett (1781–1869), württembergischer Verwaltungsbeamter und Landtagsabgeordneter
- Johann Georg Hildt (1785–1863), Werkmeister und Architekt
- Georg Bernhard von Bilfinger (1798–1872), Jurist und Politiker
- Hansel Mieth (1909–1998), deutsch-amerikanische Fotojournalistin
- Jörg Hofmann (* 1955), Gewerkschafter, Erster Vorsitzender der IG Metall

### Personen, die in der Gemeinde gewirkt haben
- Otto Mörike (1897–1978), Widerstandskämpfer gegen den Nationalsozialismus, war lutherischer Pfarrer in Oppelsbohm

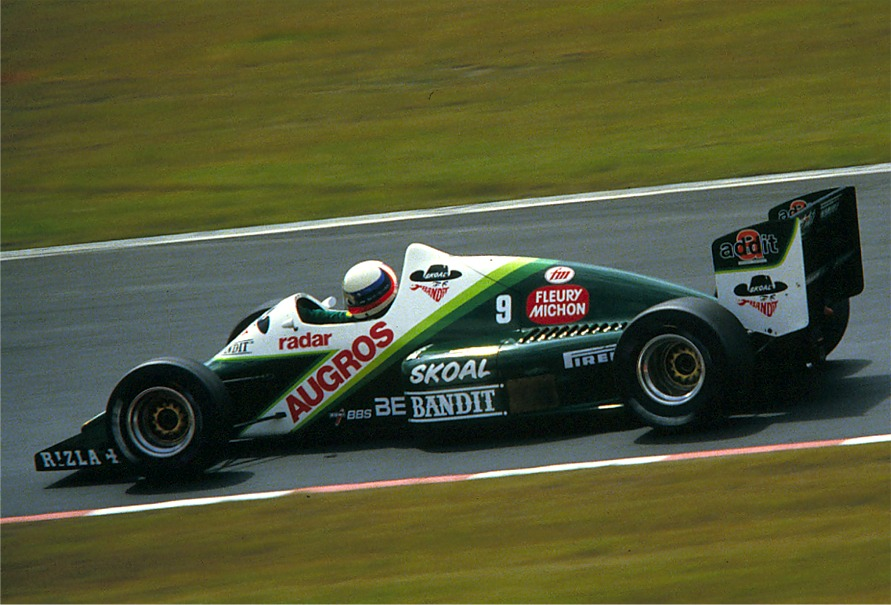
Manfred Winkelhock 1985 Nürburgring

- Manfred Winkelhock (1951–1985), Rennfahrer, lebte bis zu seinem Tod in der Gemeinde
- Denis Scheck (* 1964), deutscher Literaturkritiker, Übersetzer und Journalist, wuchs in Bretzenacker auf
- Markus Winkelhock (* 13. Juni 1980 in Stuttgart-Bad Cannstatt), deutscher Rennfahrer, lebt in Berglen-Steinach